# Kasaan
Kasaan (Gasa'áan in haida; Kasa'aan in tlingit) è un comune degli Stati Uniti d'America, situato nello Stato dell'Alaska e in particolare nella Census Area di Prince of Wales-Hyder.

## Geografia fisica
La comunità e localizzata nella parte orientale dell'isola Principe di Galles. In particolare si affaccia sulla baia di Kasaan (Kasaan Bay) sul lato occidentale, più precisamente a metà della penisola di Kasaan (Kasaan Peninsula). L'abitato è sovrastato a est dal monte Kasaan (Kasaan Mountain) alto 867 metri (il monte più alto della penisola) ed diviso dal fiume Linkum (Linkum Creek).
Distanze da alcune località (distanze indicative):
- Ketchikan: 52 chilometri i linea retta;
- Klawock: 42 chilometri i linea retta; 60 chilometri per strada;
- Hollis: 15 chilometri i linea retta; 90 chilometri per strada;
- Juneau: 330 chilometri i linea retta;

## Etimologia e Storia
La parola "kasaan" nella lingua Tlingit significa "bella città".
La comunità di Kasaan fu probabilmente fondata in epoca protostorica dalle popolazioni Kaigani Haida. I primi contatti con gli europei si ebbero nel 1700:   in questo periodo le navi americane iniziarono regolarmente a visitare e commerciare le pellicce con Kasaan e il resto dell'area Haida. Questo commercio portava ricchezza, ma anche malattie; la prima epidemia di vaiolo colpì Kasaan nel 1794 e poi nel 1862 uccidendo buona parte della popolazione indigena. Dopo l'acquisto dell'Alaska da parte degli Stati Uniti la cittadina ebbe un certo incremento demografico grazie all'estrazione del rame e di un conservificio (per il trattamento del salmone). L'attuale posizione di Kasaan è stata fondata come città nel 1976.

## Collegamenti
Presso il lago Control (Control Lake) 55°41′45″N 132°52′38″W inizia la strada "Thorne Bay Rd" che proseguendo verso est collega la cittadina di Thorne Bay 55°40′38″N 132°33′22″W (distanza: 20 chilometri dal bivio), dalla quale si dirama verso sud la strada "S Thorne Bay Rd" che collega Thorne Bay con Kasaan a circa 20 chilometri più a sud.
L'area del lago di Control è collegata, tramite la strada "Big Salt Rd" (numerata come 929) alla località di Klawock 55°33′18″N 133°05′07″W sulla costa occidentale dell'isola Principe di Galles (a circa 20 chilometri dal bivio). A sua volta Klawock, tramite la strada Hollis Rd (numerata come 924), collega la località di Hollis 55°29′00″N 132°38′05″W dove arriva il traghetto da Ketchikan (dopo 30 chilometri circa).
Altrimenti la cittadina è raggiungibile solamente via mare.

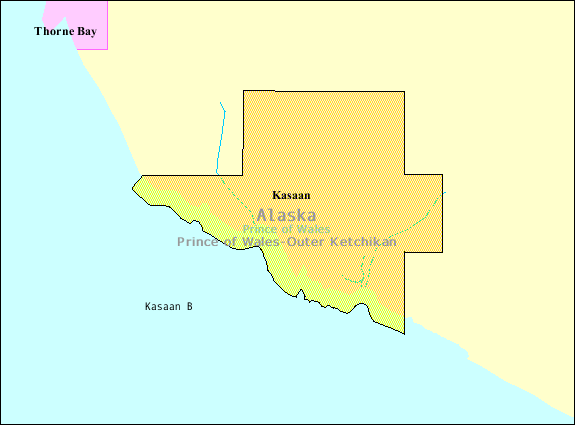
Mappa del comune di Kasaan